# Lob: Über Literatur
Lob: Über Literatur ist der Titel einer Sammlung von Kritiken, Aufsätzen, Festreden und Vorlesungen des deutsch-österreichischen Autors Daniel Kehlmann, die 2010 beim Rowohlt Verlag erschienen ist. Das Werk umfasst insgesamt 15 Beiträge und ist nach Wo ist Carlos Montúfar? Kehlmanns zweiter Band solcher gesammelter Schriften.

## Inhalt
In diesem Sammelband befasst sich Kehlmann mit großen Schriftstellern wie Thomas Bernhard, Truman Capote, J. M. Coetzee, Stephen King, Max Goldt, Roberto Bolaño, Imre Kertész, Heinrich von Kleist, Knut Hamsun,  Thomas Mann, Samuel Beckett und
Shakespeare. Meist findet Kehlmann lobende Worte für seine Kollegen, wobei er Shakespeare für den größten aller Schriftsteller hält, dessen Werk sein eigenes literarisches Schaffen fragwürdig erscheinen lässt.
Der Roman Holzfällen von Bernhard wirkt auf Kehlmann wie von zwei kooperierenden Autoren verfasst. Zum einen beschreibt ein abgründig humorvoller Beobachter grandios die menschliche Hinfälligkeit, andererseits lädt ein kulturpolitisch versierter Kritiker allzu billig zur Identifikation ein. J. M. Coetzee beschreibt Kehlmann als den vielleicht bedeutendsten experimentellen Romancier unserer Tage, dessen literarische Provokationen die Kritiker zunächst ratlos machen, um anschließend zum Klassiker zu avancieren. Die Ruhe der Prosa von Max Goldt erinnert nach Kehlmanns Ansicht zwar zunächst an Thomas Mann, verbirgt aber nur den Irrsinn und die Absurdität der Handlung. Den Roman 2666 des 2003 verstorbenen chilenischen Schriftstellers Roberto Bolaño hält Kehlmann für die Literatur Südamerikas so maßgebend wie im 20. Jahrhundert die Hauptwerke von Gabriel García Márquez, Mario Vargas Llosa und Julio Cortázar. Der Roman eines Schicksallosen des Nobelpreisträgers Imre Kertész zählt für Kehlmann zu den bedeutendsten Werken der europäischen Kulturgeschichte.
In diesen Band aufgenommen wurde das Essay Diese sehr ernsten Scherze, das als Vorlage für zwei Vorträge Kehlmanns an der Georg-August-Universität Göttingen diente. Kehlmann nimmt in Form eines selbst verfassten Interviews Stellung zu poetologischen Themen und zum eigenen Werk. Unter den Schriften findet sich auch die Dankesrede zur Verleihung des Literaturpreises der Tageszeitung Die Welt im Jahr 2007.
Der Band schließt mit der Eröffnungsrede Kehlmanns bei den Salzburger Festspielen 2009, in der er mit seiner Kritik am deutschen Regietheater für Aufsehen in der Kulturszene sorgte.

### Inhaltsverzeichnis
/ I /
- Der melancholische Lobbyist. Thomas Bernhard: Holzfällen
- Der Reporter. Truman Capote
- Der alte Mann und das Buch. J. M. Coetzee: Tagebuch eines schlimmen Jahres
- Kein ehrlicher Rock ’n’ Roll. Stephen King: Puls
- ... und hör’n die herrlichste Musik. Kleistpreis-Laudatio auf Max Goldt
- Vier Kritiker bereisen die Hölle. Roberto Bolaño: 2666
- Imre Kertész, 80

/ II /
- Kleist und die Sehnsucht, kein Selbst zu sein
- Der Held ohne Motiv. Knut Hamsun: Hunger
- Dionysos und der Buchhalter. Über Thomas Mann
- Es war nicht Mitternacht. Es regnete nicht. Samuel Becketts Prosa
- Shakespeare und das Talent

/ III /
- Diese sehr ernsten Scherze. Zwei Poetikvorlesungen
- Die Katastrophe des Glücks. Dankesrede zur Verleihung des WELT-Literaturpreises
- Die Lichtprobe. Eröffnungsrede der Salzburger Festspiele 2009

## Pressestimmen
„Klug und belesen scheut sich Kehlmann nicht, über große Schriftsteller zu schreiben und zu urteilen. Meistens fallen die Urteile aber positiv und wenig überraschend aus.“

„Daniel Kehlmann [...] begibt sich als Schriftsteller so schwungvoll in die Rolle des Gelehrten, dass er daraus eine Überlegenheit ableitet. Das ist nicht unbedingt angenehm und manchmal anmaßend. [...] Vielleicht muss sich Daniel Kehlmann aber mal fragen, ob seine „Überblicker“-Rolle oft nicht einfach nur Attitüde ist.“

## Ausgaben
- 2010: Daniel Kehlmann: Lob: Über Literatur. Rowohlt Verlag, ISBN 9783498035488.
- 2010: Daniel Kehlmann, Frank Arnold: Lob: Über Literatur. Hörbuch. Argon Verlag, ISBN 9783866109360.